# Hvidbjerg (Struer)
Hvidbjerg is een plaats in de Deense regio Midden-Jutland, gemeente Struer. De plaats telt 1251 inwoners (2008).